# أولاد إبراهيم (ولاية المدية)
أولاد اٍبراهيم بلدية بدائرة العمارية ولاية المدية الجزائرية.
تحد بلدية أولاد إبراهيم من الشمال وزرة ومن الغرب بن شكاو ومن الشرق العمارية ومن الجنوب البرواقية وسيدي نعمان، يقدر عدد السكان بها بما يقارب 20000 نسمة وهي متربعة على مساحة قدرها 16000 هكتار لها طابع سياحي متميز وذلك لعلوها على سطح البحر ب1100 متر، ثلوج وبرد قارص شتاء ونسمات باردة طبيعية صيفا.